# Surowiec (oddział)
„Surowiec” – scalona z Armią Krajową jednostka partyzancka Gwardii Ludowej PPS działająca na Jurze Krakowsko-Częstochowskiej (zarówno w części zaanektowanej jak i okupowanej) oraz okresowo w Beskidzie Średnim.
Podczas blisko półtorarocznego okresu swojego funkcjonowania występowała jako:
- Oddział Partyzancki „Surowiec”: sierpień 1943 – luty 1944
- Oddział Rozpoznawczy „Surowiec”: luty – czerwiec 1944
- Batalion „Surowiec”: od czerwca 1944

Jednostka wchodziła w skład Brygady Zagłębiowskiej GL PPS-AK oraz 23 Dywizji Piechoty AK.

## Historia

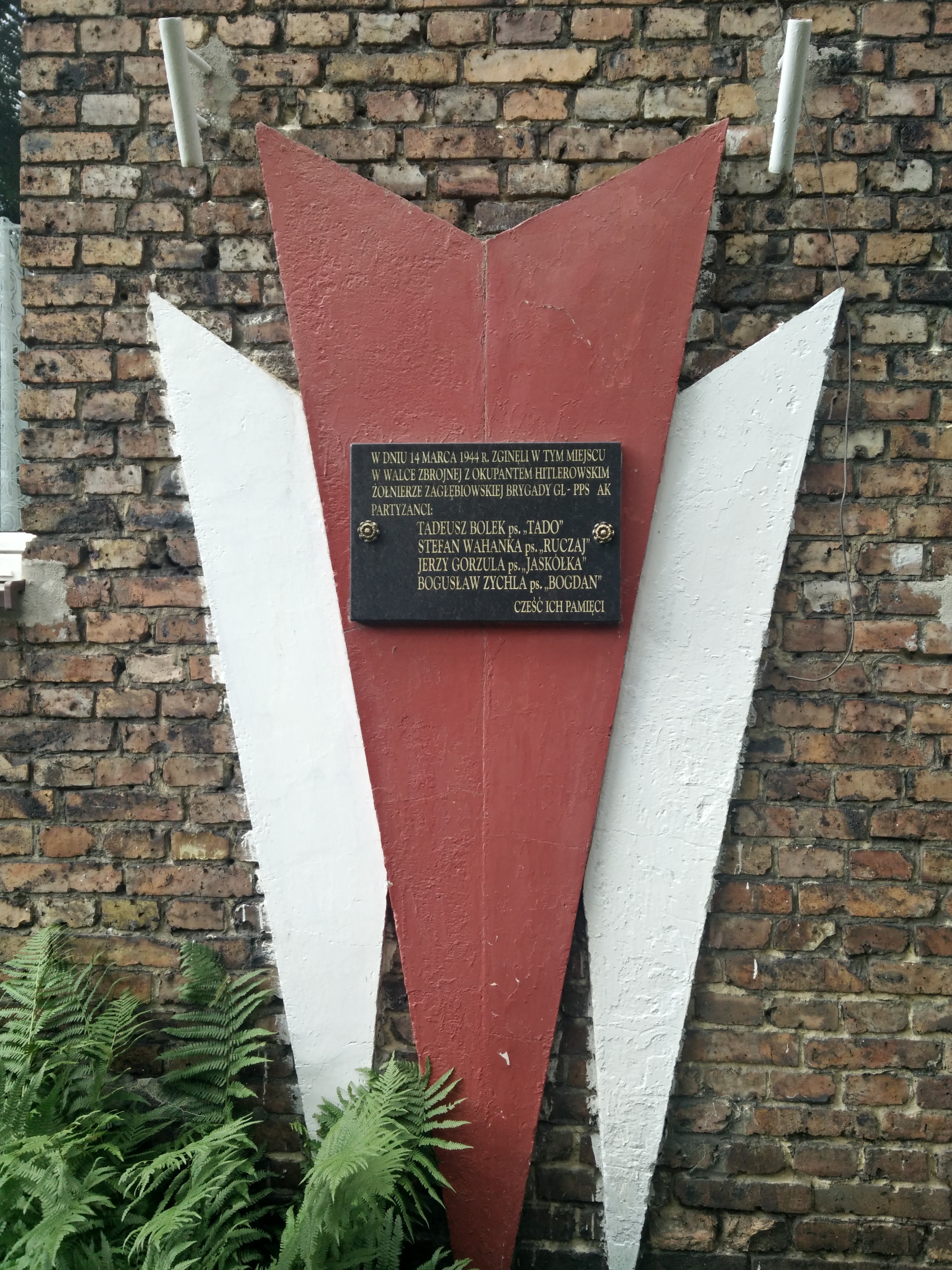
Tablica upamiętniająca poległych na kwaterze w Sosnowcu partyzantów OP „Surowiec”

Gwardia Ludowa WRN (w południowo-zachodniej Polsce funkcjonowała jako Gwardia Ludowa PPS), ze względu na swój środowiskowy charakter, walczyła prowadząc przede wszystkim działania sabotażowe i wywiadowcze. Jednym z głównych obszarów działalności organizacji były mocno uprzemysłowione Zagłębie Dąbrowskie i Górny Śląsk - obszary, na których działanie ruchu oporu było dość trudne ze względu na fakt zaanektowania tych regionów przez III Rzeszę. Latem 1943 ppor. Lucjan Tajchman ps. „Wirt”, zastępca szefa Komendy Koordynującej Okręgu Zagłębie PPS (WRN) i późniejszy komendant Inspektoratu Sosnowiec AK, wyszedł z inicjatywą sformowania przy 4 Pułku Olkuskim „Srebro” Brygady Zagłębiowskiej oddziału partyzanckiego złożonego z zagrożonych aresztowaniem konspiratorów zagłębiowskich i górnośląskich. Jego zalążek miała stanowić grupa sosnowieckich egzekutorów pod dowództwem regionalnego kierownika politycznego PPS (WRN) ppor. Stanisława Wencla ps. „Twardy” oraz olkuska grupa kpr. „Wacka” zabezpieczająca przerzut partyjnej prasy przez granicę Rzeszy i Generalnego Gubernatorstwa. 
Terenem działań jednostki, której nadano kryptonim „Surowiec” stała się włączona do Rzeszy cześć Zagłębia Dąbrowskiego, dowództwo nad oddziałem partyzanckim objął ppor. Gerard Woźnica ps. „Hardy”, komendant II batalionu 4 Pułku „Srebro”. W skład OP „Surowiec” wchodziły dwa samodzielne pododdziały pod dowództwem „Twardego” i „Wacka”. Podczas zimy 1943/44 część partyzantów „Surowca” skierowano na kwatery do miast Zagłębia i Górnego Śląska gdzie prowadzili oni działalność dywersyjną (m.in. pięcioosobowa grupa kpr. Ryszarda Żaka ps. „Ryś” z Sosnowca). W ostatnich miesiącach 1943 roku ludzie „Twardego” przeprowadzili m.in. szereg akcji likwidacyjnych na agentach Gestapo oraz konfiskaty 10 tys. kart żywnościowych w katowickich Bogucicach i 240 tys. marek na szosie Zawiercie – Poręba. Ze względu na różnice między polityką hitlerowską w GG a na ziemiach zaanektowanych, w grudniu 1943, dowodzona wówczas przez plut. Stefana Piątka ps. „Stal” grupa olkuska przeszła trwale do będącej pod okupacją wschodniej części powiatu, gdzie komendę nad nią objął osobiście zdekonspirowany dowódca batalionu.
W wyniku akcji scaleniowej GL PPS z Armią Krajową (w Zagłębiu i na Śląsku dokonanej dopiero latem 1943), rozkazem dowódcy Okręgu Śląsk AK mjr dypl. Zygmunta Janke ps. „Walter”, OP „Surowiec” wszedł w skład formowanej w ramach akcji „Burza” 23 Dywizji Piechoty AK jako jej Oddział Rozpoznawczy: działający w lasach zawierciańsko-myszkowskich pododdział „Twardego” stał się jego pierwszą kompanią a pododdział z lasów olkuskich pod osobistą komendą „Hardego” drugą. Między marcem a kwietniem 1944 obie kompanie znalazły się w jednym obozie, w rejonie Gór Bydlińskich w GG, w celu przeszkolenia wojskowego. W czerwcu 1944 2 kompania, ze względu na wzrost liczebności partyzantów, została podzielona na trzy oddziały (2, 3 i szkoleniowa kompania) co spowodowało przeformowanie „Surowca” w batalion partyzancki (1 kompania pozostała na terenach Zagłębia Dąbrowskiego włączonych do Rzeszy, 2 i szkoleniowa po okupowanej stronie regionu a 3 kompanię skierowano na ziemię chrzanowską Zagłębia Krakowskiego). W tym samym miesiącu w skład PPS-owskiej jednostki włączony został pluton harcerski Szarych Szeregów, który przekształcono w kompanię rezerwową. Do najbardziej znanych akcji batalionu w 1944 należą m.in. bitwy pod Błojcem (16 czerwca; 2 kompania) i Szczekocinami (28 lipca; 1 kompania), potyczki pod Giebłem (6 czerwca; 1 kompania) i Borem Biskupim (wrzesień; rozbicie 3 kompanii), akcja na szosie jędrzejowskiej (10 maja; 1 kompania) i opanowanie Wolbromiu (25/26 lipca; kompanie olkuskie). 
12 października 1944, w związku z nasileniem się działań niemieckiego aparatu bezpieczeństwa wymierzonych w partyzantkę na Śląsku i w Zagłębiu, dowództwo Okręgu zdecydowało się przesunąć „Surowiec” w nowe bezpieczniejsze miejsce, na które wybrano Beskid Średni. Decyzją kpt. „Hardego” zwolniono ze służby starszych wiekiem partyzantów oraz rozesłano po melinach chorych i ranny, w wyniku tej decyzji liczebność działających wspólnie kompanii drugiej, szkolnej i rezerwowej spadła z 379 do 167 ludzi. Do oddziału „Hardego” skierowano również pluton „Surmy” z działającego na Śląsku Cieszyńskim i ziemi żywieckiej OP „Garbnik”. Do największej akcji olkuskich kompanii w Beskidach należy stoczona 11 stycznia 1945, razem z oddziałem Armii Ludowej im. Ludwika Waryńskiego, bitwa partyzancka w lasach Gościbli, w której przy stratach własnych 3 zabitych i 14 rannych siły AK i AL wyszły z okrążenia zadając Niemcom straty 93 zabitych i 120 rannych. Od 21 stycznia kompanie z batalionu „Hardego” współdziałały z oddziałami zwiadowczymi Armii Czerwonej. Wraz z wyzwoleniem tej części Małopolski, 25 stycznia 1945, „Surowiec” został rozformowany.
Na osobistą prośbę ppor. „Wirta” pełniącego od grudnia 1943 jednocześnie funkcję komendanta Inspektoratu Sosnowiec AK, na którego terenie działał „Surowiec”, spod komendy batalionu wyłączono 1 kompanię por. „Twardego”, czego powodem były potrzeby posiadania przez Inspektorat oddziału partyzanckiego. Ze względów bezpieczeństwa kompanię skierowano na ziemię częstochowską (podlegającą już pod Inspektorat E Częstochowa AK), gdzie podporządkowano ją jako 3 kompanię II batalionowi 27 Pułku Piechoty AK. W ostatnich miesiącach swojej działalności kompania prowadziła m.in. działania ochraniające lokalną ludność polską przed wycofującymi się jednostkami niemieckimi i kolaboracyjnymi. Od 12 stycznia prowadzono wspólne działania z oddziałem radzieckich spadochroniarzy. Do rozwiązania oddziału doszło 17 stycznia 1945, dzień po napotkaniu regularnych oddziałów RKKA. Podobnie jak kompanie pod dowództwem „Hardego” została ona przez Sowietów rozbrojona.

## Umundurowanie i uzbrojenie
Umundurowanie partyzantów „Surowca”, podobnie jak innych oddziałów leśnych polskiego ruchu oporu używali zarówno przedwojennych mundurów polskich jak i zdobycznych niemieckich oraz ubrań cywilnych. Część umundurowania została uszyta na wzór polskiego przedwojennego (charakterystyczne inne niż we wzorze 36 kieszenie lub brak naramienników), m.in. w materiału pozyskanego w czasie ataku na Wolbrom. Większość uzbrojenia oddział pozyskiwał z niemieckich magazynów oraz w walce z wrogiem.
Charakterystycznym symbolem jednostki była noszona na lewym ramieniu owalna naszywka oddziałów partyzanckich Okręgu Śląsk AK wykonana z czarnego materiału, na której haftowano zielone drzewo iglaste i orła białego w koronie.

## Okres powojenny
Wraz z wyzwoleniem Zagłębia i Śląska cześć byłych partyzantów batalionu GL PPS-AK „Surowiec” została powołana do służby w Wojsku Polskim (tzw. „odrodzone” lub „ludowe”). Większość kadry dowódczej jednostki była w okresie walki o władzę i polskiego stalinizmu prześladowana przez Urząd Bezpieczeństwa Publicznego. 
W marcu 1945 obserwowany przez UBP kpt. Stanisław Wencel ps. „Twardy” zorganizował w północnej części Zagłębia, w oparciu o ukrywających się przed organami bezpieczeństwa lub poborem do wojska swoich danych podkomendnych z GL PPS, dwie zakonspirowane grupy pod dowództwem Zenona Pazery ps. „Dańko” (13 osób w Putkowiu Lgockim) i Kazimierza Dziechciarza ps. „Gordon” (10 osób w Porębie). 17 maja 1945 „Twardy” stawił się wraz z por. Lucjanem Tajchmanem (komendant Inspektoratu Sosnowiec Delegatury Sił Zbrojnych na Kraj) na naradzie u ppłk Zygmunta Janke ps. „Walter” dowodzącego teraz Okręgiem Śląsko-Dąbrowskim DSZ, podczas której otrzymał polecenie odtworzenia swojej kompanii partyzanckiej. Ta de facto nastąpiła już wcześniej, m.in. 13 maja czteroosobowa grupa z oddziału dokonała napadu na posterunek Milicji Obywatelskiej w Mrzygłodzie zdobywając karabin maszynowy (w starciu poległ jeden milicjant stawiający opór). Za otrzymane od „Wirta” pieniądze „Twardy” odkupował ukrywaną przez lokalną ludność cywilną porzuconą przez Niemców broń oraz żywność. W przeciwieństwie do niektórych innych dowódców oddziałów antykomunistycznego ruchu oporu starał się nie odbierać jej ludności cywilnej siłą, w skrajnych sytuacjach dokonywał rekwizycji u osób, które w czasie wojny podpisały volkslistę. Do osób aktywnie budujących struktury nowej władzy wysyłane były pisemne groźby podkreślające jednak, że do czasu odejścia Armii Czerwonej z Polski nie będą wykonywane wyroki śmierci (wyjątkiem było zamordowanie znanego z okrucieństwa Kazimierza Machury z powiatowego UBP w Zawierciu). Po aresztowaniu dowódcy 4 lipca 1945 oddział stracił łączność z Inspektorat, st. strz. Lucjan Słonczycki ps. „Ligoń”, jeden z jego partyzantów, bezskutecznie starał się nawiązać kontakt z DSZ w Częstochowie (do „Surowca” trafił pod koniec 1944 z tamtejszej AK). Większość partyzantów nowego oddziału „Twardego” ujawniła się w sierpniu 1945, po ogłoszeniu amnestii. W drugiej konspiracji działali także niektórzy partyzancki kompanii olkuskich, m.in. ppor. Piotr Przemyski ps. „Ares”, sierż. Mieczysław Halejak ps. „Kasper” i sierż. Stanisław Cebo ps. „Kruczek”.
Początkowo Polska Partia Socjalistyczna działająca w czasie wojny jako „Ruch Mas Pracujących Polski Wolność – Równość – Niepodległość” sprzeciwiała się uznaniu koncesjonowanego skrzydła partii pozostając w poakowskiej konspiracji. Latem 1945 podjęto jednak działania mające na celu zalegalizowanie działalność politycznej antykomunistycznych socjalistów. Dzięki temu w szeregach „lubelskiej PPS” znaleźli się m.in. dawni partyzanci „Surowca” na czele ze Stanisławem Wenclem. Większość z nich wykluczono z partii przed zjednoczeniem z PPR w PZPR. 
Od pierwszych lata powojennych weterani „Surowca” podejmowali działania mające na celu upamiętnię swojej jednostki i poległych kolegów, m.in. w Sosnowcu odsłonięto tablicę upamiętniającą śmierć czterech partyzantów jednostki przebywających w mieście na kwaterze a w Olkuszu zorganizowano pogrzeb ekshumowanych AK-owców. W 1981 wydane zostały wspomnienia Gerarda Woźnicy pt. Oddział „Hardego”, pięć lat później Jan Kantyka opublikował pracę Oddział partyzancki „Twardego”.
Obecnie pamięć o scalonym z Armią Krajową batalionie Gwardii Ludowej PPS „Surowiec” pielęgnuje Koło Olkusz Światowego Związku Żołnierzy Armii Krajowej.

## Skład

### Dowództwo OP/OR/batalionu
Dowódca:
- ppor./kpt. Gerard Woźnica ps. „Hardy”

Zastępca dowódcy:
- ppor. Józef Mrówka ps. „Mat”

Służba sanitarna:
- Szef: Marian Kiciarski ps. „Jur”
- Lekarz: ppor. dr Jan Nowak ps. „Chętny”

Łączniczki:
- Kompania zawierciańsko-myszkowska: Julia Socha ps. „Irka”
- Kompania olkuska: Krystyna Woźnica

### 1 Kompania
Sformowana na bazie grupy egzekucyjnej GL PPS „Twardego”, przez większość okresu swojego istnienia działa w zaanektowanej przez Rzeszę części Jury (prowincja górnośląska) okresowo operując w części okupowanej (dystrykt krakowski). Między lutym a październikiem 1944 wchodziła wraz z resztą „Surowca” w skład 23 Dywizji Piechoty AK. Po odejściu olkuskich kompanii w Beskidy działającą wówczas na pograniczu Zagłębia i ziemi częstochowskiej oddział podporządkowano (jako 3 kompanię) II batalionowi „Centaur” 27 Pułku Piechoty AK. W szczytowym momencie kompania GL PPS-AK „Twardego” liczyła 200 ludzi: 11 w 1943; w 1944 27 w marcu, 120 latem, 160 w październiku; zimą 1944/45 większość partyzantów odesłano na kwatery przez co zmniejszyła się do 47-33.
Dowódca:
- ppor./por. Stanisław Wencel ps. „Twardy”

Zastępca dowódcy:
- Zenon Pazera ps. „Dańko”[19]

Szef kompanii:
- Mieczysław Makieła ps. „Granit”

I pluton
- Dowódca: por. Władysław Gajewski ps. „Wicher”
- Dowódcy drużyn: Ryszard Żak ps. „Ryś”, Zenon Michalski ps. „Znicz”, Stanisław Morawiec ps. „Smukły”

II pluton
- Dowódca: Eugeniusz Jurczyk ps. „Czmiel”
- Dowódcy drużyn: Franciszek Zawada ps. „Pochroń”, Józef Małkiewicz ps. „Mściciel”, Mieczysław Marek ps. „Odważny”

III pluton
- Dowódca: Stanisław Węgrzynowski ps. „Szczygieł”.
- Dowódcy drużyn: Jan Kocur „Kotek”, Józef Leśniak ps. „Wrona”, Mieczysław Kustra ps. „Tłuścioch”

IV pluton
Podporządkowano go kompanii pod koniec 1944, w okresie przynależności do 27 PP AK
- Dowódca: ppor. Stefan Bączyński ps. „Bas”,
- Zastępca dowódcy: „Dół”
- Dowódcy drużyn: „Orzeł”, „Trop”

### 2 Kompania
Powstała na bazie grupy GL PPS zabezpieczającej przerzut partyjnej prasy na granicy ziem okupowanych i zaanektowanych. W sierpniu 1943 oddział liczył 9 osób, w marcu już 59 w lesie i 42 na kwaterach, w służbie informacyjnej. W czerwcu osiągnęła liczbę blisko 200 partyzantów, z tego powodu wyłączono z niej dwie pozostałe kompanie (trzecią i szkolną) ograniczając jej liczebność w czerwcu 1944 do 72 osób.
Dowódca:
- kpr. „Wacek” (21 sierpnia – 12 października 1943)
- plut. Stefan Piątek ps. „Stal” (październik – grudzień 1943)
- ppor. Gerard Woźnica ps. „Hardy” (dowódca batalionu; od grudnia 1943 do czerwca 1944, kiedy podzielił ją na dalsze kompanie)
- ppor. Józef Mrówka ps. „Mat” (od reorganizacji kompanii w czerwcu 1944)

I Pluton
- Dowódca: plut. Stefan Klimczyk ps. „Brzoza”

II pluton
- Dowódca: plut. Stefan Piątek ps. „Stal”

III Pluton
- Dowódca: plut. Bolesław Zawrzykraj ps. „Tarzan”.

### 3 kompania
Kompanię rozpoczęto formować w czerwcu 1944 z nadmiaru partyzantów 2 kompanii (stan osobowy 3 kompanii wyniósł ok. 80 ludzi), skierowana do działalności w rejonie Chrzanowa. Rozbita została we wrześniu 1944, w Borze Biskupim, ocalałych włączono do 1 i 2 kompanii.
Dowódca:
- ppor. „Boruta” (Rutkowski[21] lub Zygmunt Lankosz[potrzebny przypis])

### Kompania szkolna
Powstała z nadmiaru ludzi 2 kompanii w czerwcu 1944. Razem z nią, dowództwem oraz kompanią rezerwową przeszła jesienią 1944 ze wschodniego Zagłębia w Beskidy. Liczyła 48 osób.
Dowódca:
- pchor./ppor. Antoni Ścibich ps. „Trzepak”

I pluton
- Dowódca: plut. Stanisław Głowacki ps. „Struś”

II pluton
- Dowódca: plut. Paweł Sojka ps. „Gruszka”

### Kompania rezerwowa
Był to jedyny pododdział „Surowca” niebędący częścią GL PPS. Liczący 35 ludzi pluton utworzony z Chorągwi Zagłębiowskiej Szarych Szeregów w skład batalionu wszedł 26 czerwca 1944. Operowała w lasach olkuskich oraz w Beskidach (jego liczebność w tym czasie wzrosła do 72 bojowników). Przy kompanii istniała dziesięcioosobowa kobieca drużyna sanitarna.
Dowódca:
- ppor. hm. Edward Nowak ps. „Jodła”

Zastępca dowódcy:
- Stanisław Szreniawa ps. „Grom”.

Dowódcy drużyn: kpr. „Osika”, kpr. „Narocz”, kpr. „Zawrat” i kpr. „Sokół”

### Odznaczeni Krzyżem Srebrnym Orderu Wojennego Virtuti Militari
Lista niepełna:
- kpt. Gerard Woźnica ps. „Hardy”[24]
- por. Stanisław Wencel ps. „Twardy”[25]
- ppor. Józef Mrówka ps. „Mat”
- ppor. Piotr Przemyski ps. „Ares”[26]
- ppor. Mieczysław Kozłowski ps. „Żbik” - prawdopodobnie[27]

## Upamiętnienie
- w Sosnowcu, przy ul. Przechodniej 5, znajduje się tablica pamiątkowa upamiętniająca miejsce walki i śmierć czterech partyzantów kompanii „Twardego” OP „Surowiec” na kwaterze, w której mieli przeczekać utrudniającą działania partyzanckie zimę[3]
- na cmentarzu parafialnym w Chechle pochowanych jest pięcioro poległych w bitwie pod Błojcem 16 czerwca 1944 partyzantów kompanii „Hardego”, kawalerów Krzyża Walecznych[28]
- na olkuskim cmentarzu parafialnym znajduje się zbiorowa mogiła kawalerów Krzyża Walecznych, partyzantów AK, wśródł których spoczywa trzech podkomendnych „Hardego”[29]
- pomniki poległych partyzantów olkuskiej części batalionu, bez wymienionych nazwisk i pseudonimów, znajdują się w Kwaśniowie Górnym[30] oraz na Starym Cmentarzu w Olkuszu[31]
- w Błojcu znajduje się pomnik upamiętniający tamtejszą bitwę partyzancką oraz poległych w niej Polaków
- od 1987, co wrzesień, organizowany jest „Rajd Pieszy Szlakami Walk Oddziału Hardego”, którego zakończenie odbywa się w Górach Bydlińskich, obok Gajówki Psiarskie, gdzie znajdował się obóz kompanii „Surowca” na ziemi olkuskiej[32]